# Conseil stratégique de la recherche
Pour les articles homonymes, voir CSR.
Le Conseil stratégique de la recherche (CSR) est un organisme créé en 2013 et placé auprès du Premier ministre français pour proposer les grandes orientations de la stratégie nationale de recherche scientifique, et participer à l’évaluation de leur mise en œuvre.

## Historique
Plusieurs organismes successifs ont été chargés de la stratégie nationale en matière de recherche : le Conseil supérieur de la recherche et de la technologie créé en 1982, le Comité d’orientation stratégique créé en 1995, remplacé en 1998 par le Conseil national de la science, lui-même remplacé par le Haut Conseil de la science et de la technologie en 2006 avec la loi de programme pour la recherche.
En 2012, le rapport des assises de l’Enseignement supérieur et de la recherche propose de fusionner le Haut Conseil de la science et de la technologie et le Conseil supérieur de la recherche et de la technologie en une seule instance, placée auprès du Président de la République. Dans son rapport, Jean-Yves Le Déaut propose que ce nouvel organisme soit plutôt placé auprès du premier Ministre. 
Le Conseil stratégique de la recherche est instauré par l’article 95 de la loi relative à l'enseignement supérieur et à la recherche de 2013, qui recrée l'article L. 120-1 du Code de la recherche. Son fonctionnement est précisé par deux décrets d'application, le 21 octobre 2013 et le 29 janvier 2014.
Il a été installé à l’hôtel Matignon le 19 décembre 2013.

## Missions et organisation
Le Conseil stratégique de la recherche propose les grandes orientations de la stratégie nationale de recherche et participe à l’évaluation de leur mise en œuvre.
Le Conseil stratégique de la recherche est placé auprès du Premier ministre. Il est présidé par le Premier ministre ou, par délégation, par le ministre chargé de la recherche. 
Le Conseil comprend de seize à vingt-quatre membres, répartis à nombre égal d'hommes et de femmes de la façon suivante, :
- treize à vingt et une personnalités qualifiées représentant la recherche, l’économie et l’innovation, dont deux au moins exerçant ou ayant exercé leur activité hors de France ;
- un membre du bureau de l’Association des régions de France, désigné par son président ;
- un député et un sénateur désignés par l’office parlementaire d'évaluation des choix scientifiques et technologiques.

Le secrétariat permanent du Conseil stratégique de la recherche, chargé d’en préparer les séances, est assuré par la direction générale pour la recherche et l’innovation.

## Liste des membres
- Les personnalités qualifiées ont été nommées par décret du 3 février 2014[9] :
  - Françoise Barré-Sinoussi
  - Pascal Colombani (vice-président)
  - Marie Darrieussecq
  - Philippe Descola
  - Marion Guillou
  - Serge Haroche
  - Edith Heard
  - Mari-Noëlle Jégo-Laveissière
  - Jean Jouzel
  - Oussama Khatib
  - Helle Kristoffersen
  - Anne-Marie Lagrange
  - Marwan Lahoud
  - Anne Lauvergeon
  - Colette Lewiner
  - Valérie Masson-Delmotte
  - Sandrine Murcia
  - Eva Pebay-Peyroula
  - Sylvia Serfaty
  - Alain Supiot
  - Jean Therme
  - Jean Tirole
  - Cédric Villani
- Le représentant des régions est :
  - Laurent Beauvais
- Les parlementaires sont :
  - Michel Berson, sénateur de l'Essonne
  - Jean-Yves Le Déaut, député de Meurthe-et-Moselle

### Textes officiels
- Code de la recherche, Article L120-1, dans sa version modifiée par la loi no 2013-660 du 22 juillet 2013 relative à l’enseignement supérieur et à la recherche
- Décret no 2013-943 du 21 octobre 2013 relatif au Conseil stratégique de la recherche